# Peach Time
「Peach Time」（ピーチ・タイム）は、岡村靖幸の11枚目のシングル。
1990年2月21日にEPICソニーより発売された。

## 概要
10ヶ月振りの新曲。
翌月発売ベストアルバム『早熟』からの先行シングルで、『早熟』の収録曲が曲中でサンプリングされている。なお、同盤には本作2曲双方とも収録。
本作発売の4ヶ月後に「Peach Time」 PV Complete Versionを収録した、ビデオシングルも発売された。
ボックスセット『岡村ちゃん大百科』には、「修学旅行MIX」は収録されているが、オリジナルバージョンは収録されていない。

## 収録曲
（全曲作詞・作曲・編曲：岡村靖幸）
1. Peach Time
2. Peach Time (修学旅行MIX)

## 収録アルバム
| 曲名                     | 収録アルバム         | 備考 |
| ------------------------ | -------------------- | ---- |
| Peach Time               | 『早熟』             |      |
| Peach Time               | 『OH! ベスト』       |      |
| Peach Time (修学旅行MIX) | 『岡村ちゃん大百科』 |      |